# Pheidole caldwelli
Pheidole caldwelli är en myrart som beskrevs av Mann 1921. Pheidole caldwelli ingår i släktet Pheidole och familjen myror. Inga underarter finns listade i Catalogue of Life.